# Schule Reimann

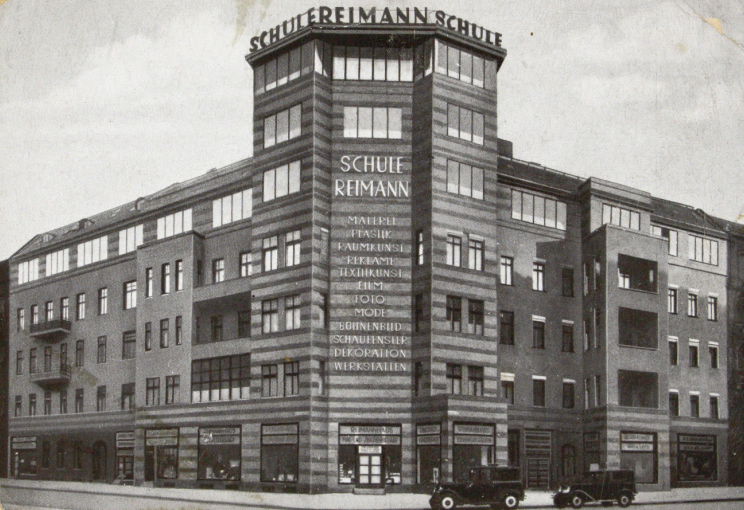
Gebäude der Schule Reimann in Berlin-Schöneberg

Die Schule Reimann, auch Reimann-Schule genannt, war eine private Kunst- und Kunstgewerbeschule in Berlin-Schöneberg. Sie wurde 1902 von Albert Reimann gegründet und endete mit der Zerstörung des Schulgebäudes am 23. November 1943 bei einem Luftangriff auf Berlin.

## Geschichte
1902 wurde die Reimann-Schule vom Deutschen Werkbund und dem Verband Berliner Spezialgeschäfte zunächst unter der Bezeichnung Schülerwerkstätten für Kleinplastik gegründet. Später wurde sie umbenannt in Schule Reimann und durfte ab 1913 die Zusatzbezeichnung Kunst- und Kunstgewerbeschule führen.
Anfänglich bezog sich das Unterrichtsangebot auf Zeichnen, Modellieren, Holzschnitzen, Metalltreiben und Entwerfen kunstgewerblicher Gegenstände. Angeregt von den neuen weiblichen, am antiken Gewand orientierten Silhouetten des Modeschöpfers Paul Poiret, die Albert Reimann auf der Weltausstellung Paris 1900 erlebte, nahm er 1910 die Ausbildung zum Modezeichner in das Schulprogramm auf. Dieser Studiengang war bald gefragt und bekannt. In den Werkstätten für Schneiderei wurde der Unterricht erweitert mit Abformen, Schnittzeichnen und Zuschneiden. Zusätzlich gab es Klassen für Mode-Entwurf und -Illustration sowie Kostümkunde und Textilkunst.
1912 wurde die seit 1910 bestehende Höhere Fachschule für Dekorationskunst der Schule Reimann angegliedert, nachdem ein Jahr zuvor eine Fachklasse für Plakatkunst eingerichtet worden war. 1913 wurde zur Ausbildung von Bühnenbildnern die Höhere Fachschule für Theaterkunst eröffnet. 1923 wurde der Freundeskreis der Schule Reimann gegründet. 1927 unterrichteten 31 Lehrkräfte in 33 Klassen und Werkstätten annähernd 1000 Schüler.
1928 ergänzte Albert Reimann das Lehrangebot seiner Schule um eine Filmabteilung, ein Erweiterungsbau wurde unumgänglich. In den neuen Räumen wurde zusätzlich ein Fotostudio für den Unterricht und die Produktion eingerichtet. In einer Werkstatt widmete man sich dem Trickfilm. 1932 eröffnete Albert Reimann die Höhere Fachschule für Reklame. Einige Monate zuvor hatte er ein Tonfilm-Seminar ins Lehrprogramm aufgenommen. Die Ausbildung umfasste sämtliche Berufsfächer des Tonfilms auf technischer und künstlerischer Basis. Außerdem bildete er die bisher bestehenden Werkstätten zu Meisterwerkstätten um, was die Berufschancen der Absolventen in der Industrie verbesserte.
Da Albert Reimann jüdische Eltern hatte, wurde seine Schule im Deutschland nach 1933 mehrmals von der SA umstellt. Lehrer und Schüler wurden zeitweilig daran gehindert, das Gebäude zu betreten. Es gab Hausdurchsuchungen und Unterrichtsinspektionen sowie Diffamierungen in der Zeitung Das Schwarze Korps. Durch all diese Maßnahmen litt der Unterricht erheblich, was einen Rückgang der Schülerzahl zur Folge hatte.
1935 wurde der Autor (Pseudonym: Hans Rein) und Journalist und zuvor als Dramaturg und Regisseur am Stadttheater Halberstadt wirkende Fritz Aeckerle Lehrer an der Tonfilm-Abteilung der Schule Reimann. Im selben Jahgr übergab Albert Reimann die Leitung seiner Schule dem Architekten Hugo Häring. Dieser sah hier eine Möglichkeit, seinen Gestaltungsideen Ausdruck und Sprache zu verleihen, obwohl seine Architektur von den Nationalsozialisten als „undeutsch“ diffamiert wurde. Die offizielle Erlaubnis, die Schule weiterzuführen, erhielt er vom Ministerium für Wissenschaft, Erziehung und Volksbildung erst ein Jahr später. Sie wurde in Kunst und Werk – Privatschule für Gestaltung umbenannt. Das Adressbuch verzeichnete sie 1941 als Kunst und Werk, Berufsschule, in der Landshuter Straße 38 und 1943 am Warschauer Platz 6–8.
Im Verlauf des Jahres 1943 wurde das Schulgebäude mehrmals von Bomben getroffen, so dass Ende August kein Unterricht mehr stattfinden konnte. Am 23. November 1943 wurde es dann bei einem Luftangriff völlig zerstört.

## Reimann School and Studios in London
Die Reimann School and Studios in London wurden Anfang 1937 von Heinz Reimann, Albert Reimanns Sohn, gegründet. Wie die Berliner Reimann-Schule ging sie mit der Zerstörung ihres Gebäudes im Luftkrieg 1944 unter. Lehrer an der Schule war Heinz Loew, Else Taterka, Elisabeth von Sydow und andere.

## Öffentlichkeitsarbeit (Auswahl)

### Veranstaltungen
Seit 1912 wurde regelmäßig zur Faschingszeit das „Gauklerfest“ veranstaltet, bekannt unter dem Namen „Reimann-Ball“. Lehrer und Schüler gestalteten ihn jährlich zu einem herausragenden Erlebnis. Mit den Überschüssen aus dem Erlös wurden begabte mittellose Schüler unterstützt. Als „Quintessenz Berliner Amüsiervergnügens“ bezeichnete 1926 der Kritiker Pem den Ball. „Alles ist da! Bei Reimann kann man, wenn man Pech hat, seine komplette Vergangenheit versammelt finden. Man trifft Leute, denen man sonst ängstlich zu begegnen vermeidet.“
Begeisterte Zustimmung der Berliner Bevölkerung und der Presse fand der im Sommer 1928 veranstaltete Wagenkorso „Alt Berlin“. Die Teilnehmer, unter ihnen viele Prominente, fuhren in Biedermeier-Kostümen im Kremser, Landauer oder in alten Kaleschen vom Lustgarten über die Prachtstraße Unter den Linden zum Festplatz an der Krolloper. Sogar die führende Wochenschau Emelka filmte das Spektakel.

### Schulzeitschrift
1916 erschien zum ersten Mal monatlich die Schulzeitschrift „Mitteilungen an die Schüler der Schule Reimann“, ab 1920 unter dem Titel „Farbe und Form, Mitteilungen der Schule Reimann“, ab 1923 „Farbe und Form, Zeitschrift für Kunst und Kunstgewerbe“, ab 1933 „Farbe und Form, Zeitbild des Kunstschaffens“. 1934 erschien die Schulzeitschrift mit vier Heften zum letzten Mal.

### Präsentation von Schülerarbeiten / Teilnahme an Ausstellungen
- 1902–1909 (jährlich): Große Berliner Kunstausstellung im Ausstellungspalast beim Lehrter Bahnhof in Berlin-Moabit
- 1904: Internationaler Frauenkongreß in Berlin
- 1906: III. Deutsche Kunstgewerbeausstellung in Dresden
- 1906: Ausstellungshallen am Zoologischen Garten in Berlin
- 1907: Deutsche Armee-, Marine- und Kolonialausstellung in Berlin
- 1908: Internationale Batik-Ausstellung in Berlin (in den eigenen Räumen der Schule)
- 1909: Batik-Ausstellung im Kunstgewerbemuseum Stuttgart
- 1914: Internationale Ausstellung für Buchgewerbe und Graphik (Bugra) in Leipzig
- 1921 wurde im Erdgeschoss der Schule ein Ausstellungs- und Verkaufsraum für Schülerarbeiten eröffnet.
- 1927–1929: Wanderausstellung der Schule Reimann zum 25-jährigen Bestehen, 1930/31 auch in vielen Großstädten der USA
- 1928: Schaufensterschau („Schau, Schau!“) im Leipziger Grassi-Museum
- 1929: Internationale Reklameschau in den Ausstellungshallen am Kaiserdamm in Berlin-Charlottenburg[16]
- 1931: Studienausstellung deutscher Kunstgewerbeschulen in Chemnitz
- 1932: Film-Lehrausstellung ABC des Filmens im Kino Capitol am Zoo in Berlin-Charlottenburg
- 1933: Leistungsschau der Schule Reimann (in den eigenen Räumen der Schule)

## Lehrer
Eine Liste der Lehrkräfte der Schule Reimann bzw. der Schule Kunst und Werk – Privatschule für Gestaltung – ist in der Dissertation von Swantje Wickenheiser veröffentlicht worden. Einige von ihnen gehörten zur künstlerischen Avantgarde. Sie waren Mitglieder verschiedener Künstlervereinigungen, wie der Neuen Secession (NSe), der Novembergruppe (NG) oder des Arbeitsrats für Kunst (AfK). Zu ihnen gehörten Rudolf Ausleger (NG), Heinz Fuchs (NG), Oswald Herzog (NG), Bernhard Klein (NG), Moriz Melzer (Nse, NG, AfK), Georg Muche (NG), Kurt Hermann Rosenberg (NG) und Georg Tappert (Nse, NG, AfK). Aber auch Bauhaus-Lehrende wie Joost Schmidt und Walter Peterhans fanden dort wieder eine Vollzeitanstellung, während Hans Scharoun und Oskar Schlemmer sich anhand kleinerer Gestaltungstätigkeiten im Rahmen der Schulorganisation einbrachten.
Weitere bedeutende Lehrer waren Ludwig Kainer (Modezeichnen), Paul Scheurich (Aktzeichnen und Modellieren), Annie Offterdinger (Modezeichnen), Rolf Niczky (Modezeichnen), Kenan (Modeentwurf, Modezeichnen), Maria May (Dekorative Malerei, Textilkunst), Erna Hitzberger (Textilkunst), Erna Schmidt-Caroll (Kostümentwurf), Gerda Juliusberg (Textilkunst, Stickerei, Weberei), Ina von Kardorff (textile Handarbeiten), Elisabeth von Stephani-Hahn (Schaufenstergestaltung), Georg Fischer (Schaufenstergestaltung), Julius Klinger (Plakatgestaltung), Jupp Wiertz (Plakatgestaltung), Max Hertwig (Gebrauchsgrafik), Josef Seché (Plakatgestaltung), Else Taterka (Plakatgestaltung), Karl Heubler (Metallgestaltung), Werner Graeff (Fotografie), Walter Nuernberg (Fotografie) und Wilhelm Deffke (Buchgewerbe und Batik).Frieda Wiegand (Grafik und konstruktives Zeichnen)

## Schüler
An der Berliner und der Londoner Reimann-Schule haben in den Jahren 1902 bis 1943 schätzungsweise 15.000 Studierende ihre künstlerische Ausbildung erhalten. Eine Liste mit 750 Namen und Kurzbiografien von ehemaligen Reimann-Schülerinnen und -Schülern, unter denen viele bekannte Designer und Künstler zu finden sind, ist im 2009 erschienenen Buch von Swantje Kuhfuss-Wickenheiser aufgeführt.

## Würdigung
Die Schule Reimann in Berlin entstand im gleichen Jahr wie die Debschitz-Schule in München im Zuge der Reformbewegung der Kunstgewerbeschulen als privat geführte Werkstättenschule.
Den Anfang hatten in der zweiten Hälfte des 19. Jahrhunderts die Gründungen staatlicher Kunstgewerbeschulen gemacht. Sie sollten dem Niedergang des künstlerischen Schaffens, hervorgerufen durch die industrielle Massenproduktion, entgegenwirken. Die Ausbildung in der „angewandten“ Kunst beschränkte sich aber vielfach auf das Zeichnen und Formen von Ornamenten, Rosetten, Löwenköpfen und Säulenkapitellen wie es auch Albert Reimann während seines Studiums an der Unterrichtsanstalt des Kunstgewerbemuseums Berlin erlebt hatte. Der Künstler entfremdete sich mit dieser historisierenden Stilimitation (Historismus) seiner eigenen Zeit.
Die Reformbewegung postulierte, dass jeder Künstler – auch der künstlerische Handwerker – aus dem Gefühl des herrschenden Zeitgeistes heraus seine Werke formen solle. Die „freie“ Kunst, die von den Kunstakademien vertreten wurde, sollte deshalb mit der „angewandten“ Kunst in einem ganzheitlichen praxisorientierten Lehrkonzept vereinigt werden.
Diesem Ausbildungsziel folgend wurden in den Vorklassen Grundlagen wie Zeichnen und Malerei aber auch Akt-, Porträt- und Naturstudien sowie Farbenlehre vermittelt. Das handwerkliche Können erwarben die Schüler in den Werkstätten und lernten hier auch die Eigenschaften des zu bearbeitenden Werkstoffs kennen. Die individuelle Ausdruckskraft, Phantasie und Inspiration des Schülers wurde dann in den verschiedenen Abteilungen und Fachklassen weiterentwickelt. Damit die Schüler die öffentliche Akzeptanz ihrer in den Werkstätten hergestellten Produkte einzuschätzen lernten, hatten sie zudem die Möglichkeit, ihre Werkstücke im schuleigenen Laden zu verkaufen. Dadurch, dass an der Schule Reimann als Lehrkräfte bevorzugt Künstler angestellt waren, die handwerklich ausgebildet und im eigenen Atelier oder Unternehmen erfolgreich tätig waren, entstand für die Schüler ein enger Bezug zwischen Ausbildung und Forderungen der Geschäftswelt.
Zudem konnte die Schule als Privatschule flexibler auf bestimmte industriell bedingte Veränderungen in Handel und Gesellschaft reagieren als staatliche Schulen. So eröffnete die Schule Reimann als erste Kunstgewerbeschule in Deutschland eine Abteilung für Modezeichnen und -entwurf. Sie griff damit Bestrebungen für eine eigenständige deutsche Mode auf.
Frühzeitig erkannte Reimann, dass die Schaufenstergestaltung – die „Kunst der Straße“ – das Straßenbild ebenso prägen konnte wie eine architektonisch gelungene Gebäudefassade. Mit der Angliederung der Höheren Fachschule für Dekorationskunst gelang es ihm, die Kunst in den Alltag der Bevölkerung zu integrieren und so allgemein geschmacksbildend zu wirken. Die Schaufenstergestaltung sollte in sachlicher und künstlerischer Form die Vorzüge des ausgestellten Produkts unterstreichen. Die Ausbildung zum Schaufensterdekorateur war zu der Zeit in Deutschland einmalig und entwickelte sich hier beispielhaft für Europa.
In der Textilabteilung wurden die Stoffgestaltungstechniken des Batikens und des Spritzdekors erprobt und unter der Leitung von Maria May zur Perfektion entwickelt. Speziell die Technik des Spritzdekors entsprach den Anforderungen und Wünschen der Industrie. Auftragsarbeiten, durchgeführt mit der Spritzdekor-Technik in den Textilwerkstätten der Schule Reimann, erlangten einen guten Ruf unter der Bezeichnung „May-Stoffe“ und „May-Tapete“.
Viele der angebotenen Berufsfelder wie Mode- und Textilkunst sowie Schaufenster- und Innendekoration unterstützten zudem die emanzipatorische Frauenbewegung zu Beginn des 20. Jahrhunderts. Die außerordentliche Leistung der Schule Reimann lag in der Popularisierung und Verbreitung des Gedankenguts der Bauhaus-Schule und der Bestrebungen des Deutschen Werkbunds. Das gelang aufgrund ihrer hohen Zahl an Absolventen und der in der Bevölkerung erreichten Akzeptanz auf vielen Gebieten der Gebrauchskunst wie Kleidermode, Textildesign, Grafikdesign, Dekoration und Werbung.
Rückblickend auf sein Leben schrieb Reimann im Alter von 90 Jahren: „Kunst wird es geben, solange noch ein menschliches Wesen künstlerisch empfindet. Industrie muß es geben, solange es wirtschaftlichen Wettbewerb gibt. Das eine hindert das andere nicht, es fördert es. (…) die Schule Reimann hat (…) Wege gezeigt, die das Kunstgewerbe und die Industrie aufs Glücklichste vereinigt haben.“